# 2006年義大利公開賽
2006年義大利公開賽于2006年5月8日至5月22日在義大利羅馬舉行，是第63屆賽事，也稱羅馬大師賽。

## 冠軍

### 男子單打
決賽： 拉斐爾·納達爾 擊敗  羅傑·費德勒（60–7、7–65、6–4、2–6、7–65）
- 這是納達爾今年第4個冠軍與生涯第16個冠軍。

### 女子單打
決賽： 瑪蒂娜·辛吉斯 擊敗  迪娜拉·薩芬娜（6–2、7–5）
- 這是辛吉斯今年第1個冠軍與生涯第41個冠軍。

### 男子雙打
馬克·諾爾斯 /  丹尼爾·內斯特 擊敗  喬納森·埃利希 /  安迪·拉姆（4–6、6–4、[10–6]）

### 女子雙打
達妮埃拉·漢圖楚娃 /  杉山愛 擊敗  弗蘭切斯卡·斯基亞沃內 /  克韋塔·佩什克（3–6、6–3、6–1）

## 外部連結
- 官方網站